# Альфред Корто
Альфре́д-Дені Корто́ (фр. Alfred Denis Cortot, нар. 26 вересня 1877, Ньйон — пом. 15 червня 1962, Лозанна) — швейцарський піаніст і диригент. Велику частину творчого життя провів у Франції, де й похований.

## Біографія
Народився у франкомовній частині Швейцарії. Навчався в Паризькій консерваторії, був удостоєний Гран-прі в 1896 році. У 1898—1901 роках як диригент допомагав роботі Байройтського фестивалю, а в 1902 році в Парижі під його керівництвом відбулася прем'єра опери «Загибель богів» Вагнера. Заради того, щоб слухач зміг познайомитися з «Парсіфалем» Вагнера, Урочистої месою Л. Бетховена і «Німецьким реквіємом» Й. Брамса, а також новими роботами французьких композиторів, Корто організував спеціальне концертне товариство.
У 1905 році Корто сформував з Жаком Тібо і Пабло Казальсом тріо, за яким утвердився авторитет провідного фортепіанного тріо своєї епохи. З 1907 до 1923 року Корто викладав у Паризькій консерваторії; серед його учнів — Клара Хаскіл і Діна Ліпатті. Також Корто записувався зі співаком Жераром Сузі. У 1919 році заснував Паризьку нормальну школу музики. Його курси з музичної інтерпретації мали легендарний успіх.
Як піаніст Корто багато подорожував по всьому світу, мимохідь диригуючи оркестрами скрізь, де йому надавали таку можливість.
Є думка, що під час Другої світової війни Корто співпрацював з нацистським режимом. Для підтвердження цього посилаються на те, що він грав на спонсорованих нацистами концертах, служив у Міністерстві Культури при режимі й надавав підтримку якомусь архітекторові, другу Гітлера. Але інші дослідники стверджують, що Корто був просто відданий німецькій музичній культури. Піісля війни у Франції музмкантові заборонили протягом року давати будь-які публічні виступи, його авторитет у цій країні постраждав, але інших країн (особливо Італії та Англії) це не торкнулося.
Хоча помер Корто в швейцарській Лозанні, поховано його вкупі з іншими членами родини в муніципалітеті Ле-Віяр у департаменті Сона-і-Луара на сході Франції.

## Творчість
Альфред Корто увійшов в історію музики передусім як сміливий інтерпретатор Ф. Шопена і Р. Шумана. Корто був також автором фортепіанного зошита «Раціональні принципи фортепіанної техніки». Ця книга містить багато вправ для пальців, спрямованих на розвиток різних технічних аспектів гри. Спочатку була написана французькою мовою, але з відтоді була перекладена багатьма мовами світу.
Незважаючи на деяку технічну нерівність виконання, Альфред Корто завжди був шанований як один із найбільших музикантів століття, і став символом завершення класичної епохи. Фахівці вважають його останнім зразком того особистісного, суб'єктивного стилю, який здатний нехтувати точною технікою заради цілісності інтуїції, яскравості інтерпретації та справжності духу твору. Пізніше такий підхід був замінений тим сучасним «науковим» способом гри, який поміщає логіку і точність у центр, ставлячи знак рівності між справжністю виконання і буквальністю прочитання музичного твору. Сам Корто так визначав ідеал інтерпретації: «Найважливіше — давати волю уяві, знову створюючи твір. Це і є інтерпретація».